# Kobo (Unternehmen)
Kobo Inc. (früher Shortcovers) ist ein international agierender Buchhändler und E-Book-Reader-Hersteller. Die Firma hat ihren Sitz in Toronto (Kanada) und wurde im Jahr 2009 gegründet. Zusätzlich zur Herstellung des E-Book-Readers hat Kobo eigene Leseprogramme bzw. Apps für BlackBerry OS, Apple iOS, Android, Firefox OS, Microsoft Windows und Microsoft Windows Phone im Angebot. Der Name Kobo ist ein Anagramm für das englische Wort für Buch (Book).
Kobo unterhält strategische Partnerschaften mit Cheung Kong Holdings, WHSmith, Whitcoulls und Fnac. Für das Jahr 2012 hat die Firma den Start eines eigenen Verlagsservice angekündigt. Das Geschäft für die deutschsprachigen Länder erfolgt durch die Niederlassung Kobo Europe S.A. mit Sitz in Luxemburg.
Kobo wurde am 8. November 2011 an den japanischen Onlinehändler Rakuten verkauft.
Am 1. Januar 2017 stieg die Deutsche Telekom als Technologie-Partner aus der Tolino-Allianz aus und übertrug die Geschäfte an den Rakuten-Konzern, der seinen Hauptsitz in Japan hat und zu dem auch der E-Book-Reader-Hersteller Kobo aus Kanada gehört. Neue Modelle kommen zukünftig aus der Kobo-Fertigung und tragen aller Voraussicht nach nur das Tolino- anstelle des Kobo-Logos, wobei weiterhin das Tolino-spezifische Betriebssystem, welches auf Android basiert, verwendet wird.

## Kobo Book Store
Im Kobo Book Store können E-Books gekauft und heruntergeladen werden. Sie können auf geeigneten Medien (siehe oben) mit Hilfe von Programmen oder Apps gelesen werden.
Mit Kobo Writing Life können von Autoren eigene E-Books im Kobo Book Store veröffentlicht werden.

## Geräte
Der Kobo Touch wurde auf der Internationale Funkausstellung Berlin (IFA) 2011 erstmals für den deutschsprachigen Markt in einer lokalisierten Version präsentiert. Kobo setzt dabei sowohl auf das offene E-Book-Dateiformat EPUB als auch PDF mit oder ohne Adobe DRM. Außerdem nutzt Kobo ein eigenes ePub-kompatibles Format, welches zusätzliche Formatierungsanweisungen für Kobo-Endgeräte enthält.
Im September 2012 hat Kobo mit dem Arc, Glo und Mini drei neue Modelle vorgestellt. Die beiden E-Book-Reader Kobo Glo und Kobo Mini sind seit Ende Oktober 2012 in Deutschland erhältlich.
2017 zog sich kobo mit seiner Hardware aus dem deutschen Markt zurück und arbeitet mit Tolino zusammen.

### Kobo Arc
Das 189 mm × 120 mm × 11,5 mm große und 364 g schwere Lese-Tablet Kobo Arc nutzt ein farbiges 7-Zoll-IPS-LC-Display mit 1280 × 800 Bildpunkten. Als Betriebssystem kommt eine leicht angepasste Android-4-Version zum Einsatz. Es wird in Varianten mit 16 GB, 32 GB und 64 GB angeboten. Beim Arc handelt es sich um das Nachfolgemodell des Kobo Vox, der allerdings nie in Deutschland erschienen ist.

### Kobo Glo
Der Kobo Glo misst 157 mm × 114 mm × 10 mm und wiegt 185 g. Der Reader verfügt über ein 6-Zoll-E-Ink-Pearl-XGA-Display und löst mit 1024 × 758 Bildpunkten auf (212 dpi). Durch eine dünne Beleuchtungsfolie ist der Bildschirm auch im Dunkeln ohne externe Lichtquelle ablesbar. Die Ausleuchtung der Folie findet durch fünf im Rahmen sitzende LEDs statt. Kobo wirbt damit, dass die Technik im Vergleich zu einem regulären hintergrundbeleuchteten LC-Bildschirm besonders augenschonend sein soll. Die Akkulaufzeit verringert sich bei durchgehend aktivierter Beleuchtung auf maximal 70 Stunden.
Die Bedienung des Geräts erfolgt über einen Infrarot-Touchscreen. Der 2 GB große interne Speicher kann mit einer microSD-Speicherkarte erweitert werden. Über die integrierte WiFi-802.11-b/g/n-Verbindung kann man auf den integrierten E-Book-Store zugreifen. Der Kobo Glo ist in den Farben Schwarz und Weiß (dieses Modell mit Rückseiten in Silber, Pink oder Blau) erhältlich.

### Kobo Mini
Beim Kobo Mini handelt es sich um einen 5-Zoll-E-Book-Reader mit einem E-Ink-Pearl-Display und 800 × 600 Bildpunkten (200 dpi). Er wiegt 134 g und misst 133,1 mm × 101,6 mm × 10,3 mm. Damit ist er der aktuell kleinste und leichteste E-Reader am Markt. Der Kobo Mini verfügt über eine eingebaute WiFi-802.11-b/g/n-Verbindung.

### Kobo Touch
Beim Kobo Touch handelt es sich um einen 6-Zoll-E-Book-Reader mit E-Ink-Pearl-Displaytechnologie und einem Infrarot-Touchscreen. Der interne Speicher ist 2 GB groß und kann mit einer microSD-Speicherkarte erweitert werden. Der Kobo Touch war neben dem Amazon Kindle einer der ersten in Deutschland erhältlichen E-Book-Reader mit integriertem E-Book-Store, auf welchen man über die eingebaute WiFi-802.11-b/g/n-Verbindung zugreifen kann. Das Gerät ist in den Farben Schwarz, Silber, Blau, Lavendel und Weiß erhältlich.
Der exklusive Vertriebspartner in Deutschland und Österreich für den offiziellen Verkaufsstart am 14. November 2011 war der Onlinehändler Redcoon. Mittlerweile ist der Kobo Touch im stationären Handel erhältlich.

### Kobo Aura

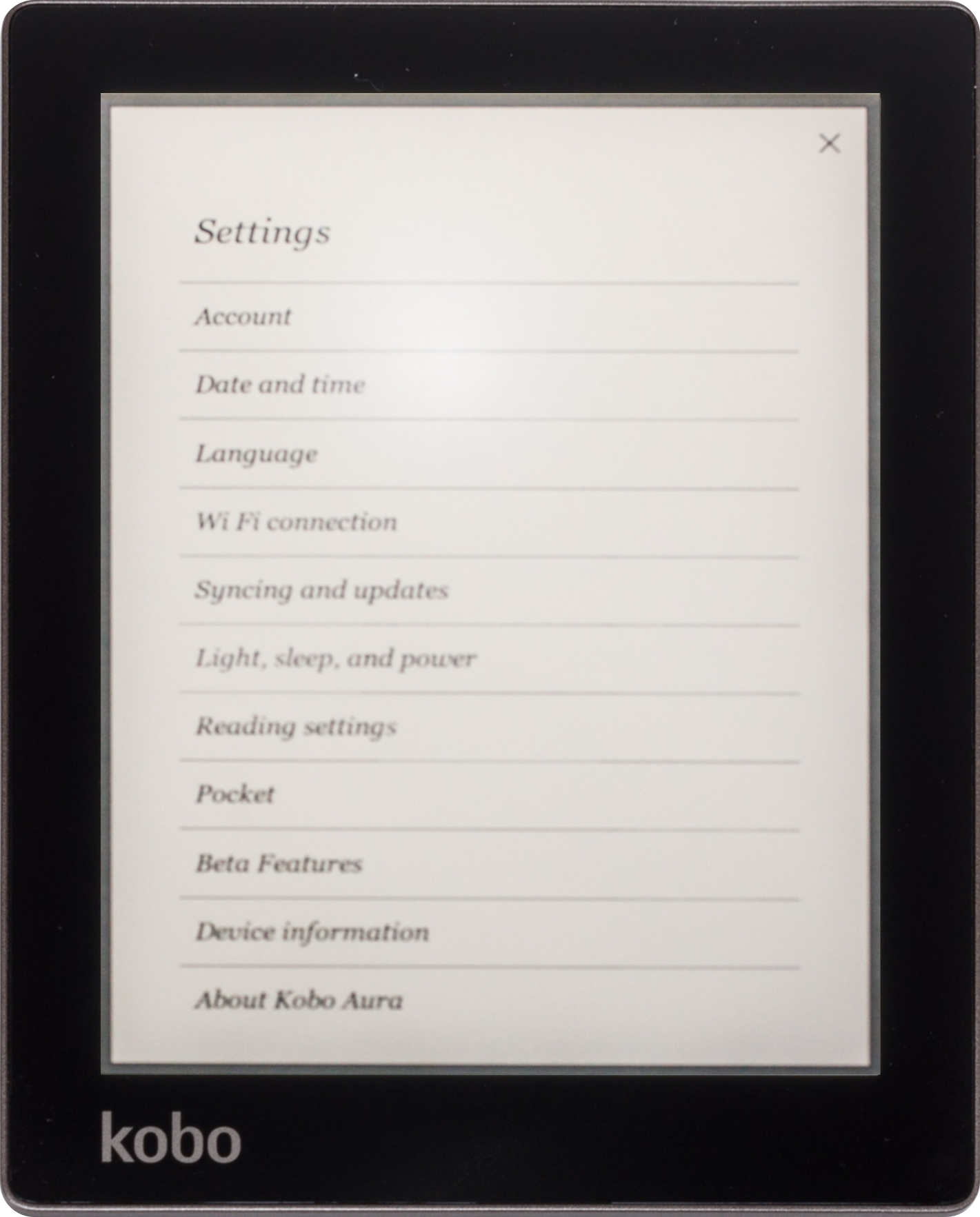
Kobo Aura

Der Ende 2013 erschienene Kobo Aura verfügt über ein 6-Zoll-Pearl-Display von E-Ink das eine Farbtiefe von 16 Graustufen bei einer Auflösung von 1024 × 768 Pixel bei einer Größe von 150 mm × 114 mm × 8,1 mm und einem Gewicht von 174 g hat. Der Speicher beträgt 4 GB. Unterstützte Dateiformate sind: Bücher: EPUB, PDF und MOBI, Bilder: JPEG, GIF, PNG und TIFF, Text: TXT, HTML, XHTML und RTF, Comics: CBZ und CBR. Mittels Zweifinger-Gesten kann gezoomt werden und die Hintergrundbeleuchtung eingestellt werden.

### Kobo Aura HD
Auch der Kobo Aura HD hat ein Pearl-Display von E-Ink mit einer Farbtiefe von 16 Graustufen. Allerdings bei einer HD-Auflösung von 1440 × 1080 (265 ppi) auf 6,8 Zoll. Er verfügt über eine Hintergrundbeleuchtung und einen SD-Karten-Slot. Der Prozessor ist mit 1 GHz getaktet. Der zur Verfügung stehende Speicher ist 4 GB groß. Das Gerät ist seit dem April 2013 auf dem Markt. Der Kobo Aura HD unterstützt ePub-, PDF-, MOBI-, TXT-, (X)HTML-, RTF-, CBZ- und CBR-Dateien sowie JPG-, GIF-, PNG- und TIFF-Bildformate. Die eingebaute WLAN-Schnittstelle unterstützt die Standards Wi-Fi 802.11 b/g/n. Das Gerät wiegt 240 Gramm.

### Kobo Aura H2O
Der Kobo Aura H2O ist eine Weiterentwicklung des Kobo Aura HD. Er wurde am 1. Oktober 2014 veröffentlicht und gegenüber dem Aura HD mit einem kontrastreicheren E-Ink-Display (Carta E Ink HD) ausgestattet. Der Reader ist IP67-zertifiziert und soll wasserdicht für bis zu dreißig Minuten in einer Wassertiefe von einem Meter bei verschlossenen Portabdeckungen sein. Die Auflösung beträgt 1430 × 1080 Pixel (265 ppi).

### Kobo Aura ONE
Der im August 2016 offiziell vorgestellte Kobo Aura ONE besitzt ein 7,8 Zoll großes Display mit einer Auflösung von 1872 × 1404 Pixel. Das entspricht einer Auflösung von 300 dpi. Ebenfalls hat Kobo mit diesem Reader das Leseerlebnis im Dunkeln mit dem integrierten, individuell einstellbaren Comfort Light PRO verbessert. Mithilfe eines Umgebungslichtsensors wird die optimale Helligkeit für den Bildschirm festgelegt. Die natürliche Lichteinstellung steuert die Lichtfarbe. Abends und Nachts wird der Blaulichtanteil reduziert, was das Einschlafen erleichtern soll.

### Kobo Clara HD
Im Sommer 2018 wurde der 6 Zoll große Kobo Clara HD vorgestellt, der von der Tolino-Allianz in Form des praktisch baugleichen Tolino Shine 3 vermarktet wurde.
Sein Display löst mit 1448 × 1024 Pixeln auf (300 dpi) und er besitzt einen 8 GB großen internen Speicher. Als erweiterte Lesehilfe dient die Blaulichtreduzierung bei Nacht - ComfortLight PRO genannt. Damit wird mit Hilfe von zusätzlichen LEDs die Lichtfarbe von Blau auf Orange geändert.
Die Abmessungen betragen 159,6 × 110 × 8,35 mm bei 166 Gramm Gesamtgewicht.

### Kobo Forma
Im Oktober 2018 wurde der Kobo Forma vorgestellt. Mit einem 8" Display, er soll leichter, ergonomischer (horizontal- und querlesen), langlebiger und besser geschützt sein, wenn er fallen gelassen wird.

### Kobo Libra H2O
Im September 2019 wurde der Kobo Libra H2O vorgestellt. Ein 7" eReader in neuem Design und neuem Display. Im deutschsprachigen Raum wurde dieser, mit anderer Firmware, als Tolino vision 5 verkauft.

### Kobo Nia
Im Juli 2020 wurde der Kobo Nia als neues Einsteigermodell vorgestellt. Er verfügt über einen 6" Bildschirm mit einer Auflösung von 1024 × 758 Pixel (212 ppi) sowie Hintergrundbeleuchtung.

### Kobo Elipsa
Der Elipsa ist ein e-Reader mit einem 10,3" E Ink Carta 1200 touchscreen mit einer Auflösung von 1404 × 1872 Pixeln, der es auch unterstützt, mit einem Stylus-Stift Notizen zu erfassen.

### Kobo Libra 2
Im Oktober 2021 wurde der Kobo Libra als Nachfolger des Kobo Libra H2O präsentiert. Er verfügt über ein 7" E-Ink Carta Display mit einer Auflösung von 1264 × 1680 Pixeln. Der Speicher wurde auf 32 GB aufgestockt und es wurde zusätzlich ein Bluetooth-Modul verbaut, um Audio-Bücher hören zu können. Zum Laden wird beim Libra 2 ein USB-C Anschluss verwendet.
Tolino verkauft eine angepasste Version des Libra2 als Vision 6, wobei auf das Bluetooth-Modul verzichtet wurde und lediglich 16 statt 32 GB Speicher verbaut wurden. Zudem ist der Prozessor mit 1,8 GHz Taktfrequenz im Tolino Vision 6 am Werk und nicht mit 1,0 GHz wie im Libra 2.

### Kobo Sage
Gleichzeitig mit dem Libra 2 wurde auch der Kobo Sage als neues Spitzenmodell vorgestellt. Er verfügt über ein 8" E-Ink Carta 1200 Display mit einer Auflösung von 1440 × 1920 Pixeln und 32 GB internem Speicher. Ebenfalls wurde ein Bluetooth-Modul und ein USB-C Anschluss verbaut. Zusätzlich ist es, wie beim Elipsa, möglich mit einem Stylus Notizen auf dem Gerät zu erfassen.
Tolino verkauft eine angepasste Version des Sage als Epos 3, wobei auf das Bluetooth-Modul verzichtet wurde, die Verwendung eines Stylus nicht unterstützt wird und die Schnittstelle für eine Lade-Hülle fehlt.